# Russell Garcia (hockeyer)
Russel Simon Garcia (Portsmouth, 20 juni 1970) is een voormalig Brits hockeyer en tegenwoordig hockeycoach.

## Loopbaan
Garcia debuteerde in het voorjaar 1988 al op 17-jarige leeftijd voor de Britse hockeyploeg. In datzelfde jaar ging Garcia mee met de nationale ploeg naar de Olympische Spelen in Seoel. Daar werd hij met zijn 18 jaar en 3 maanden de jongste Britse goudenmedaillewinnaar ooit. Daarna zou hij ook nog uitkomen op de Spelen van 1992 en 1996. In 2000 zegde hij het internationale hockey vaarwel.
Garcia speelde clubhockey in Engeland, Spanje, Nederland en Duitsland. In Spanje speelde hij tussen 1993 en 1996 voor Real Club de Polo uit Barcelona. Daarna hockeyde hij twee seizoenen in Nederland bij het Haagse HDM. In 1998 verkaste hij naar Duitsland, waar hij ging spelen voor Harvestehuder THC.
In december 1999 kwam Garcia negatief in het nieuws doordat hij bij een dopingtest positief werd getest op het gebruik van cocaïne. Als gevolg hiervan werd hij voor drie maanden geschorst door zowel de Duitse als de Britse hockeybond.
Bij het Duitse Grossflottbeker THGC sloot hij zijn hockeycarrière uiteindelijk af als speler en ging hij zich op het coachingsvak richten. Op 25 juni 2012 werd hij aangesteld als coach bij recordkampioen HC Bloemendaal heren 1. In oktober 2015 werd hij ontslagen bij die club vanwege teleurstellende resultaten Bloemendaal bezette op dat moment de achtste plaats in de hoofdklasse. Zijn Schotse assistent-trainer Laurence Docherty nam zijn taken over, terwijl Thomas Tichelman de technische staf kwam versterken.